# 佐藤良明
佐藤 良明（さとう よしあき、1950年10月13日 - ）は、日本のアメリカ文学・ポピュラー音楽研究者、翻訳家。東京大学名誉教授。放送大学客員教授。
山梨県生まれ、群馬県高崎市育ち。兄は、多摩美術大学名誉教授でグラフィックデザイナーの佐藤晃一。

## 活動
トマス・ピンチョン研究でデビューし、1980年代に人類学者グレゴリー・ベイトソンの研究や翻訳を軸とした評論活動を行う。
1990年代は、東京大学教養学部における英語教育改革を柴田元幸らと主導。全学共通の英語テキスト『The Universe of English』（東京大学出版会）シリーズは学内外から反響を呼んだ。
2000年以降は、ポピュラー音楽研究に主軸を移し、また『リトル・チャロ』等の放送教材製作に関わり、新潮社『トマス・ピンチョン全小説』の翻訳を完結に導く。
2015年以後、放送大学のコンテンツ制作に関わる中で、英文法の授業に歌唱を用いるメソッドを開発。日本語と英語の統語のしくみの違いを解き明かす研究を続けている。

## 経歴
群馬県立高崎高等学校在学時にAFS15期生に採用され、アメリカ・バージニア州へ1年間留学した。
東北大学理学部を中途退学し、東京大学文学部英文科卒業。東京大学大学院人文科学研究科博士課程退学。
東京外国語大学外国語学部英米語学科専任講師・助教授、1990年東京大学教養学部助教授、1996年東京大学大学院総合文化研究科教授（超域文化科学専攻・表象文化論研究室）。2007年同大学を早期退職。
NHK英語教育番組講師（2006, 2008 - 2009）。日本ポピュラー音楽学会会長（2011 - 2012）。表象文化論学会会長（2014 - 2018）。放送大学教養学部教授（2015 - 2018）。放送大学客員教授（2018 - 2025）。
2025年4月現在、東京大学名誉教授。放送大学基盤科目「シン・ビートルズ de 英文法（'25）」全15回ゲスト出演者（印刷教材は、主任講師2名と3人で共著）。

## 著書
- 『ラバーソウルの弾みかた - ビートルズから《時》のサイエンスへ』（岩波書店） 1989
  - 改訂『ラバーソウルの弾みかた』（ちくま学芸文庫） 1994
  - 増訂『ラバーソウルの弾みかた - ビートルズと60年代文化のゆくえ』（平凡社ライブラリー） 2004
  - 改稿『定本 ラバーソウルの弾みかた - ビートルズと僕らの文明』（岩波現代文庫） 2025
- 『郷愁としての昭和』（新書館） 1997
- 『J-POP進化論 - 「ヨサホイ節」から「Automatic」へ』（平凡社新書） 1999
  - 改稿『ニッポンのうたはどう変わったか - 増補改訂 J-POP進化論』（平凡社ライブラリー） 2019
- 『これが東大の授業ですか。』（研究社） 2004
- 『ビートルズとは何だったのか』（みすず書房、理想の教室） 2006
- 『英文法を哲学する』（アルク出版） 2022

### 共編著
- 『佐藤君と柴田君』（柴田元幸共著、白水社） 1995、新潮文庫 1999
- 『ロックピープル101』（柴田元幸共編、新書館） 1995
- 『佐藤君と柴田君の逆襲!!』（柴田元幸共著、河出書房新社） 2013

### テキスト
- 『The Parallel Universe of English』（柴田元幸共編、東京大学出版会） 1996
- 『英語V Reading contemporary American plays』 （内野儀共編著、放送大学教育振興会） 1997
- 『英語VII Reading American decades : 1950s - 1990s』（柴田元幸共編、放送大学教育振興会） 1997
- 『英語V ('01)』（河合祥一郎共編、放送大学教育振興会） 2001
- 『リトル・チャロ』アニメ版ストーリー・ブック Vol. 1 - 3 （英語脚本、栩木玲子共同制作、NHK出版） 2008 - 2009
- 『リトル・チャロ』完全版 Vol.1 - 3　（英語脚本、栩木玲子共同執筆、NHK出版） 2008 - 2009
- 『The American Universe of English』（栩木玲子共編、東京大学出版会） 2010
- 『英語事始め』（大橋理枝共著、放送大学教育振興会） 2017
- 『異言語との出会い — 言語と通して自他を知る』（滝浦真人共編、放送大学教育振興会） 2017
- 『耳から学ぶ英語』（大橋理枝共著、放送大学教育振興会） 2018
- 『アメリカの芸術と文化』（宮本陽一郎共編、放送大学教育振興会） 2019
- 『ビートルズ de 英文法』（編著、放送大学教育振興会） 2021
- 『シン・ビートルズ de 英文法』（大橋理枝・中野学而共著、放送大学教育振興会） 2025

## 翻訳
- 『精神と自然 - 生きた世界の認識論』（グレゴリー・ベイトソン、思索社） 1982、のち新思索社 2001、のち岩波文庫 2022
- 『精神の生態学』（ベイトソン、思索社） 1990、のち新思索社 2000、のち改題『精神の生態学へ』上・中・下（岩波文庫） 2023
- 『女中の臀(メイドのおいど）』（ロバート・クーヴァー、思潮社） 1992
- 『娘の眼から マーガレット・ミードとグレゴリー・ベイトソンの私的メモワール』（メアリー・キャサリン・ベイトソン、保坂嘉恵美共訳、国文社） 1993
- 『らりるれレノン ジョン・レノン・ナンセンス作品集』（筑摩書房） 2002
- 『The Lyrics 1961 - 1973』（ボブ・ディラン、岩波書店） 2020
- 『The Lyrics 1974 - 2012』（ボブ・ディラン、岩波書店） 2020
- 『ソングの哲学』（ボブ・ディラン、岩波書店） 2023

### トマス・ピンチョン
- 『ヴァインランド』（トマス・ピンチョン、新潮社） 1998、のち河出書房新社 世界文学全集 2009、のち新訳（新潮社『トマス・ピンチョン全小説』） 2011
- 『スロー・ラーナー』（ピンチョン、新潮社） 2010
- 『V.』（ピンチョン、小山太一共訳、新潮社） 2011
- 『競売ナンバー49の叫び』（ピンチョン、新潮社） 2011
- 『LAヴァイス』（ピンチョン、栩木玲子共訳、新潮社） 2012
- 『重力の虹』上・下（ピンチョン、新潮社） 2014
- 『ブリーディング・エッジ』（ピンチョン、栩木玲子共訳、新潮社） 2021

## 放送
- 未来潮流『世界同時多発　変容するポップカルチャー』（NHK総合テレビ、1998年5月23日）
- 『佐藤教授のぷにゅぷにゅポップス』（ラジオ高崎、1998年4月-98年9月）
- 週刊ブックレビュー（NHK BS2、2001年-12年、不定期）
- たけしの誰でもピカソ（テレビ東京、2002年-09年、不定期）
- 『黄金の洋楽ライブ』（NHK BS2、2006年-09年）、不定期）
- 3か月トピック英会話『ジュークボックス英会話　歌詞から学ぶ感情表現』（NHK教育テレビ、2007年1月-3月）
- リトル・チャロカラダにしみこむ英会話（同上、2008年4月-09年3月）
- 『キーウィ佐藤のポップス文化論』（NHKラジオ第１、2012年8月25日、9月1日）
- 『キーウィ佐藤の百年のロック」（ラジオ高崎）、2014年4月- 9月、毎週）改訂版『佐藤良明のロック史講義』（2014年10月-2015年3月）